# Omloop van het Hageland 2015
La 11e édition de l'Omloop van het Hageland a eu lieu le 8 mars 2015. La course fait partie du calendrier international féminin UCI 2015 en catégorie 1.2 et de la Lotto Cycling Cup pour Dames 2015. Elle est remportée par la Belge Jolien D'Hoore.

## Récit de la course
Un groupe de onze échappées se dispute la victoire.

## Classements

### Classement final
| \| Classement général \| Classement général \| Classement général \| Classement général \| Classement général \| \| Coureuse \| Coureuse \| Pays \| Équipe \| Temps \| \| ------------------ \| ------------------ \| ------------------ \| -------------------------------- \| ------------------ \| \| 1re \| Jolien D'Hoore \| Belgique \| Wiggle Honda \| 3 h 03 min 16 s \| \| 2e \| Chantal Blaak \| Pays-Bas \| Boels Dolmans \| + 0 s \| \| 3e \| Sara Mustonen \| Suède \| Liv-Plantur \| + 0 s \| \| 4e \| Coryn Rivera \| États-Unis \| États-Unis \| + 0 s \| \| 5e \| Janneke Ensing \| Pays-Bas \| Parkhotel Valkenburg Continental \| + 0 s \| \| 6e \| Sheyla Gutiérrez \| Espagne \| Lointek \| + 0 s \| \| 7e \| Lauren Kitchen \| Australie \| Hitec Products \| + 0 s \| \| 8e \| Amy Pieters \| Pays-Bas \| Liv-Plantur \| + 0 s \| \| 9e \| Chloe Hosking \| Australie \| Wiggle Honda \| + 0 s \| \| 10e \| Tatiana Guderzo \| Italie \| Hitec Products \| + 6 s \| |                  |            |                                  |                 |
| |                  |            |                                  |                 |
| Source : Cycling Quotient |                  |            |                                  |                 |
| Classement général |                  |            |                                  |                 |
| Coureuse | Coureuse         | Pays       | Équipe                           | Temps           |
| 1re | Jolien D'Hoore   | Belgique   | Wiggle Honda                     | 3 h 03 min 16 s |
| 2e | Chantal Blaak    | Pays-Bas   | Boels Dolmans                    | + 0 s           |
| 3e | Sara Mustonen    | Suède      | Liv-Plantur                      | + 0 s           |
| 4e | Coryn Rivera     | États-Unis | États-Unis                       | + 0 s           |
| 5e | Janneke Ensing   | Pays-Bas   | Parkhotel Valkenburg Continental | + 0 s           |
| 6e | Sheyla Gutiérrez | Espagne    | Lointek                          | + 0 s           |
| 7e | Lauren Kitchen   | Australie  | Hitec Products                   | + 0 s           |
| 8e | Amy Pieters      | Pays-Bas   | Liv-Plantur                      | + 0 s           |
| 9e | Chloe Hosking    | Australie  | Wiggle Honda                     | + 0 s           |
| 10e | Tatiana Guderzo  | Italie     | Hitec Products                   | + 6 s           |

### Points UCI
| Position,          | 1er | 2e | 3e | 4e | 5e | 6e | 7e | 8e | 9e | 10e |
| Classement général | 40  | 30 | 16 | 12 | 10 | 8  | 6  | 3  | 2  | 1   |

## Reportage photo

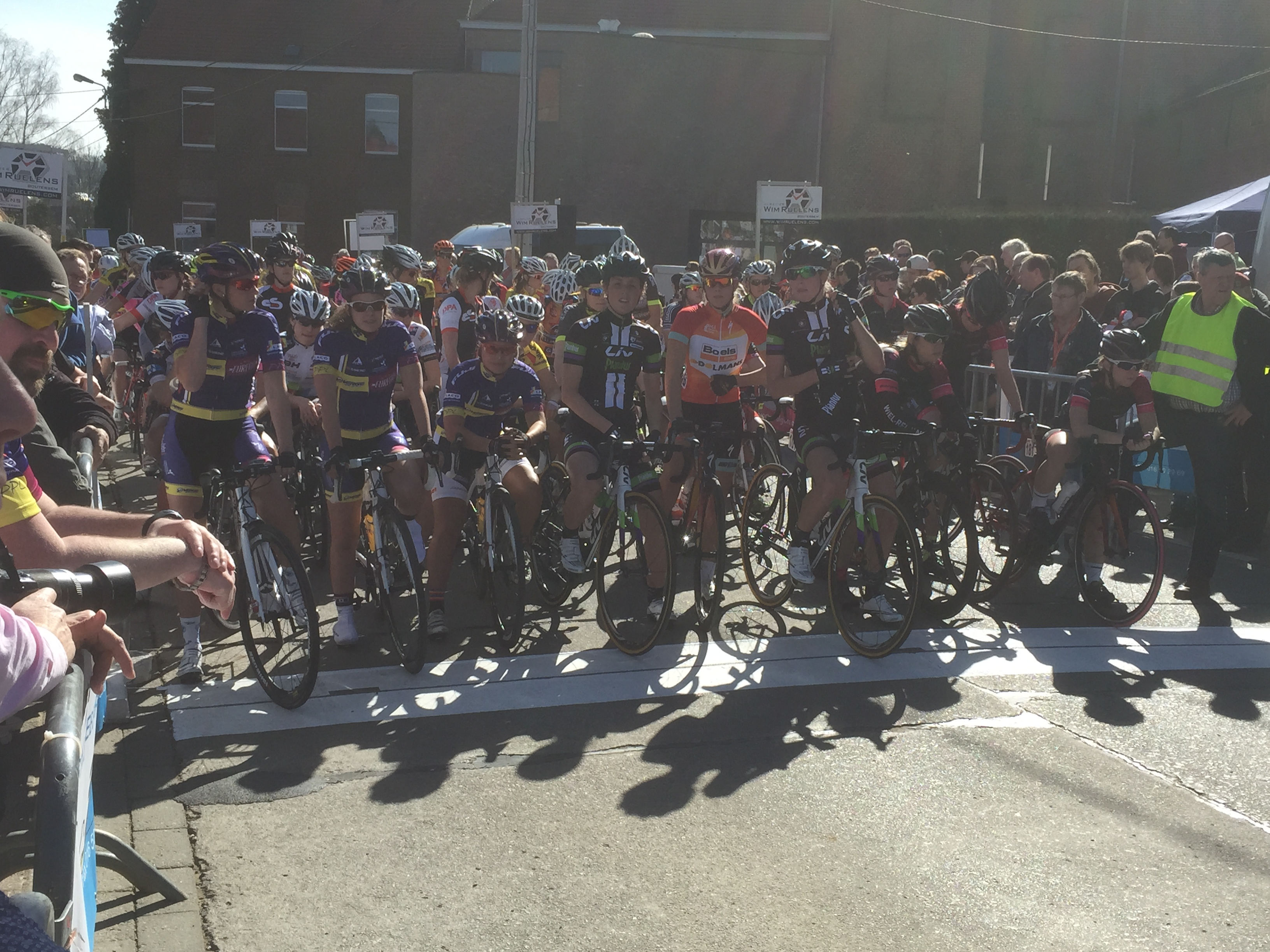
0 km: Départ de la course
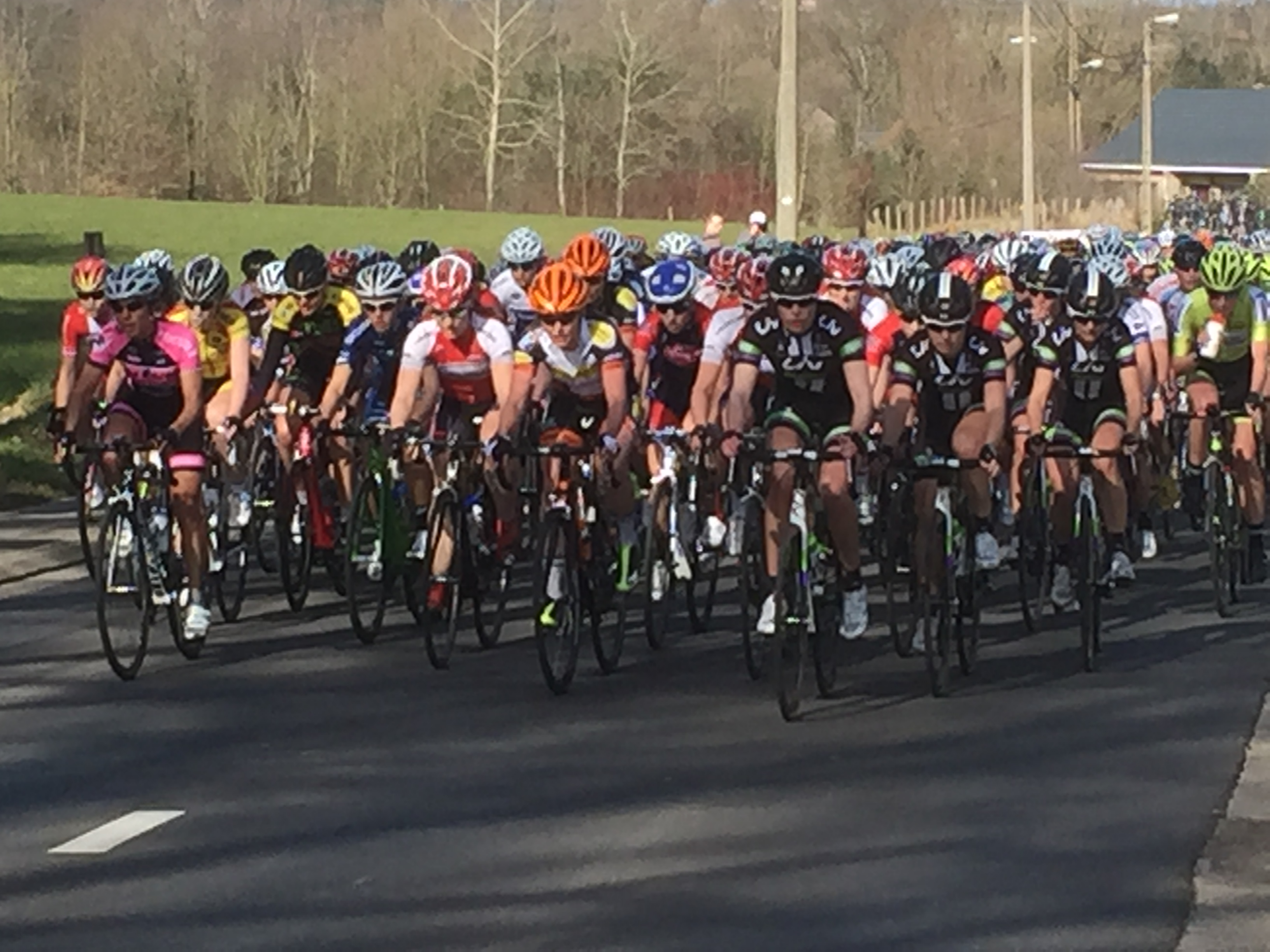
27 km: Peloton groupé dans le Gellenberg
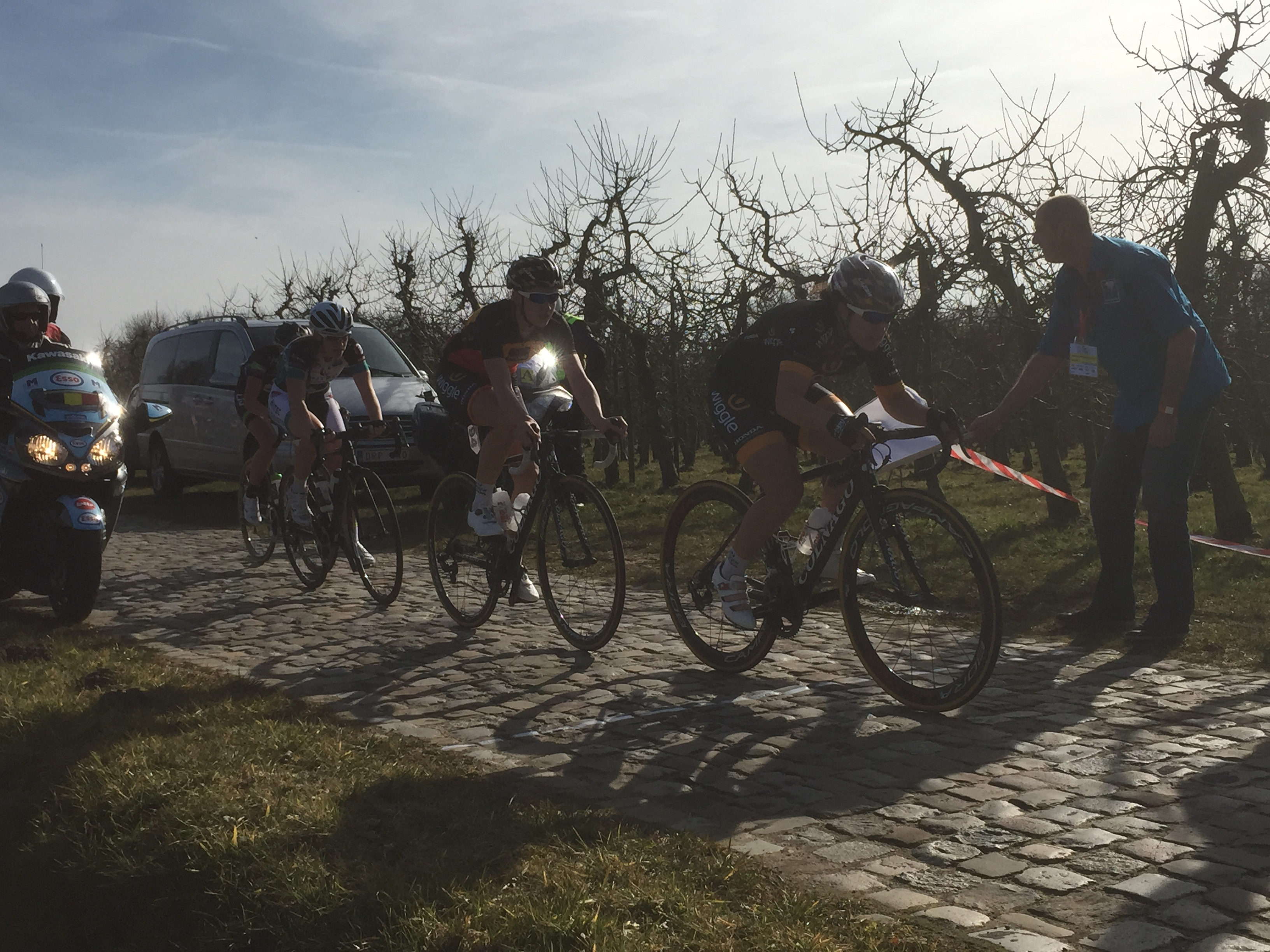
49 km: Premier prix de la montagne : 1re Chloe Hosking, 2e Jolien D'Hoore, 3 Lauren Kitchen
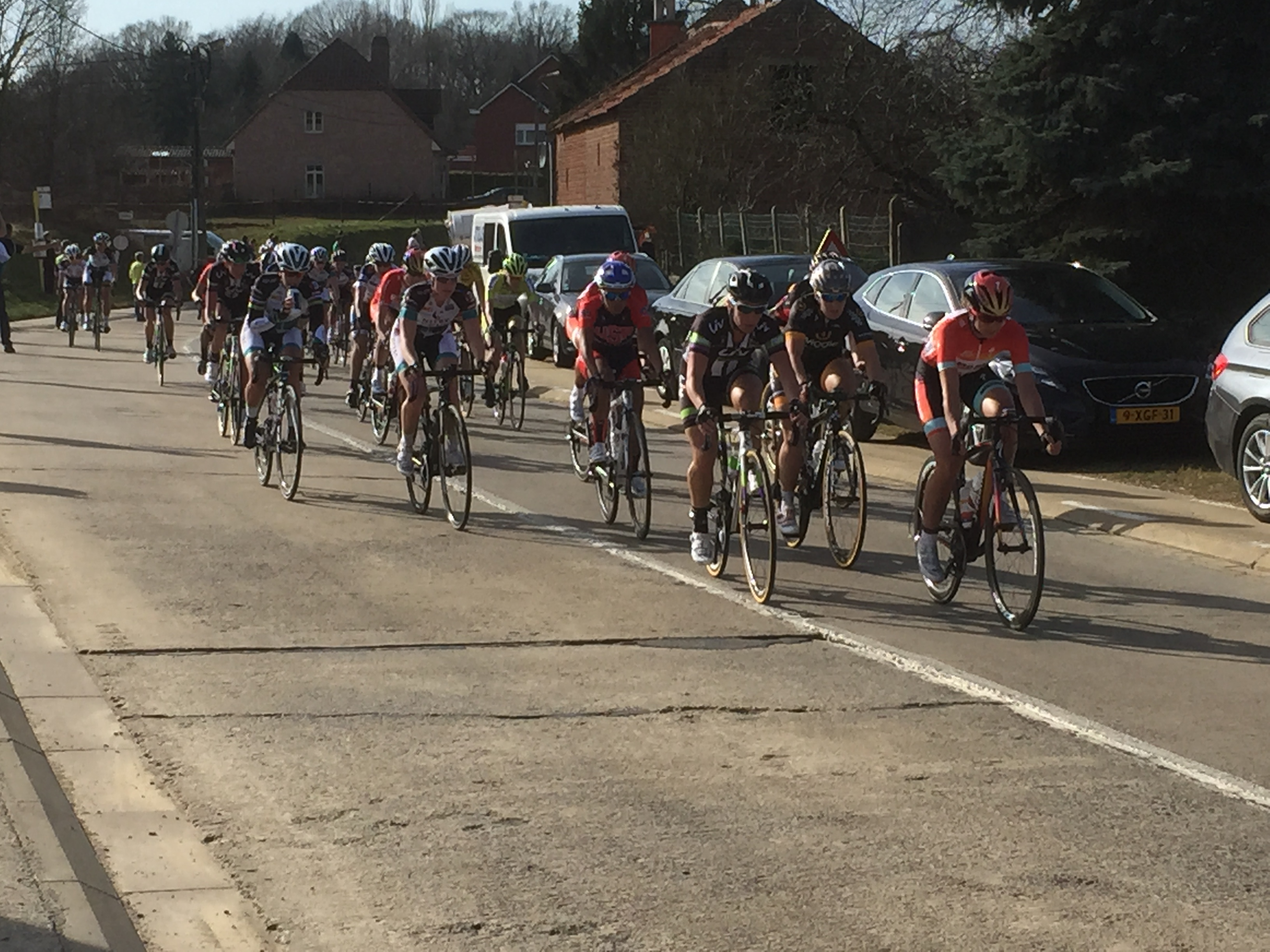
61 km: Peloton groupé, juste après le deuxième prix de la montagne (1re montée du Roeselberg)
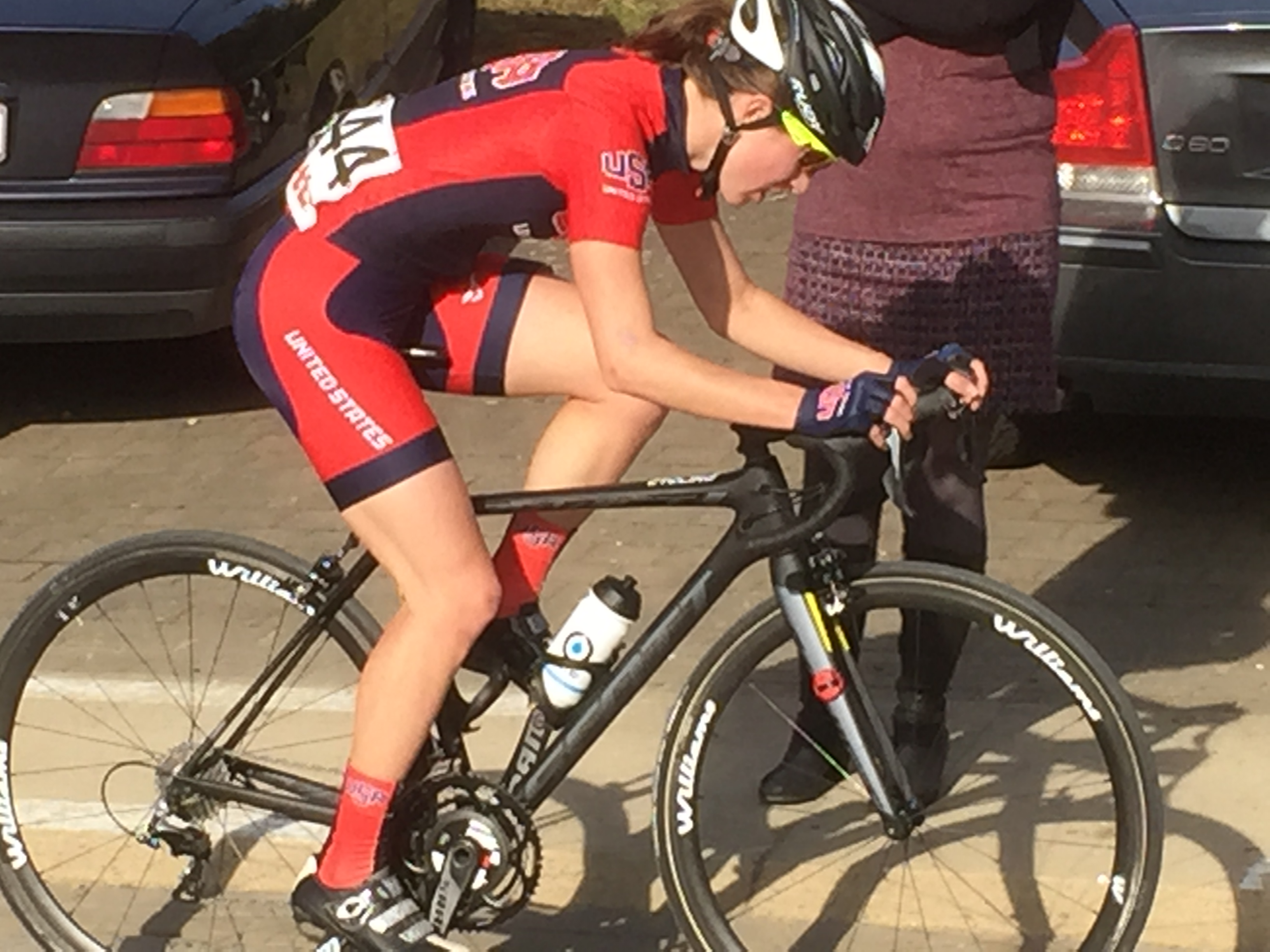
74 km: Heather Fischer en tête dans le troisième prix de la montagne, son avance est de 25 secondes.
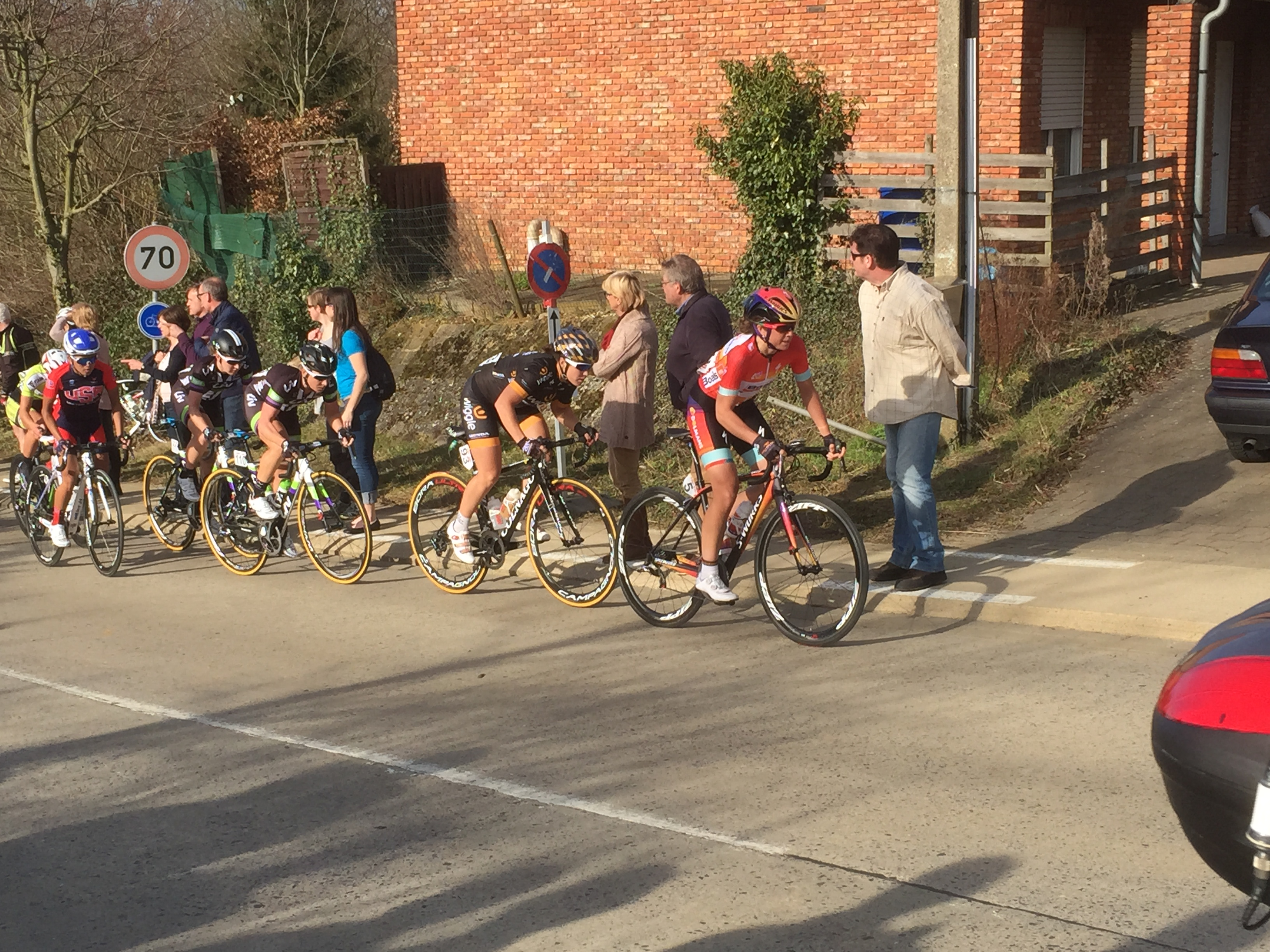
74 km: Avant du peloton dans le troisième prix de la montagne (2e montée du Roeselberg)
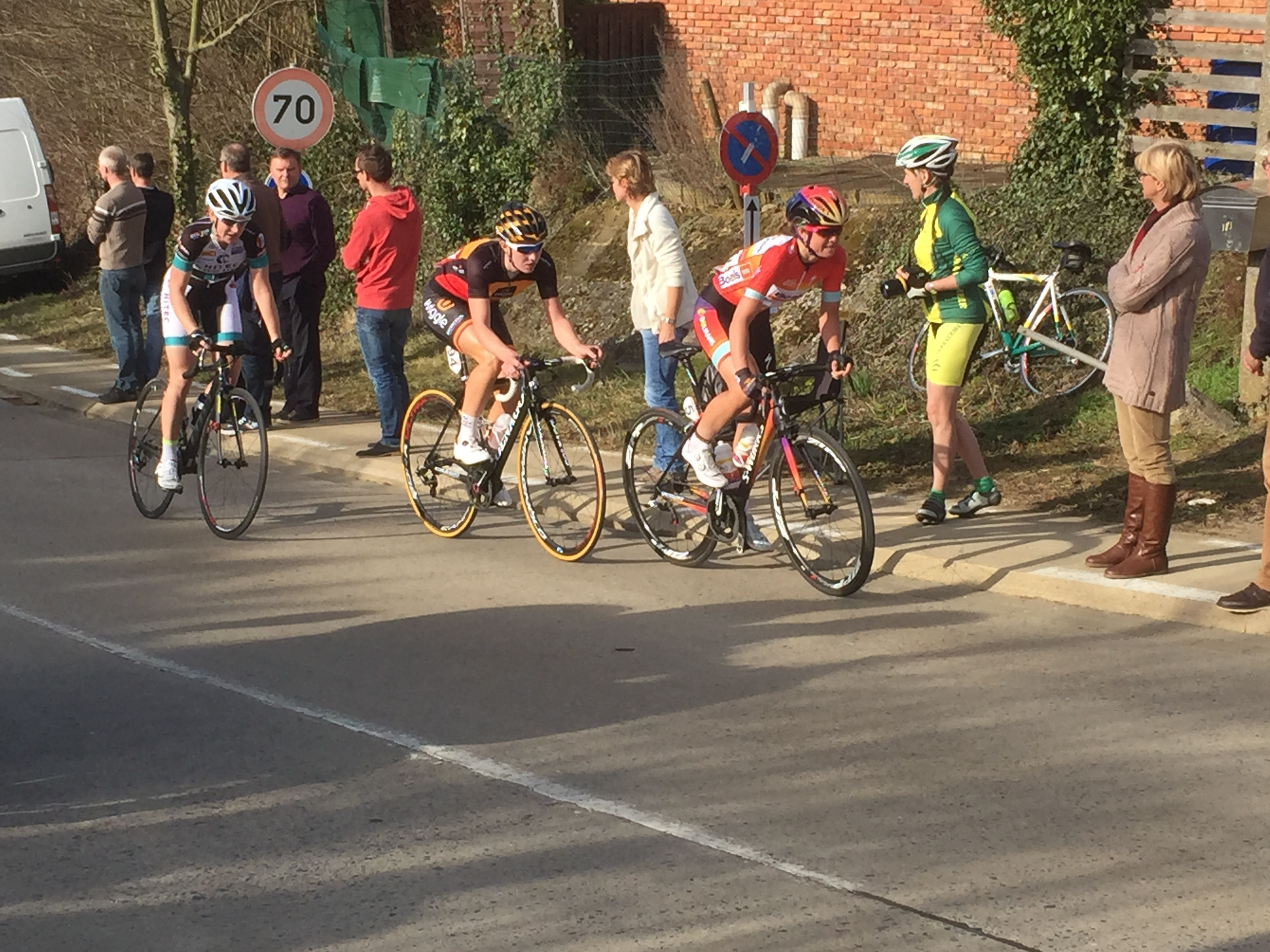
87.5 km: Avant du peloton dans le quatrième prix de la montagne (3e montée du Roeselberg)
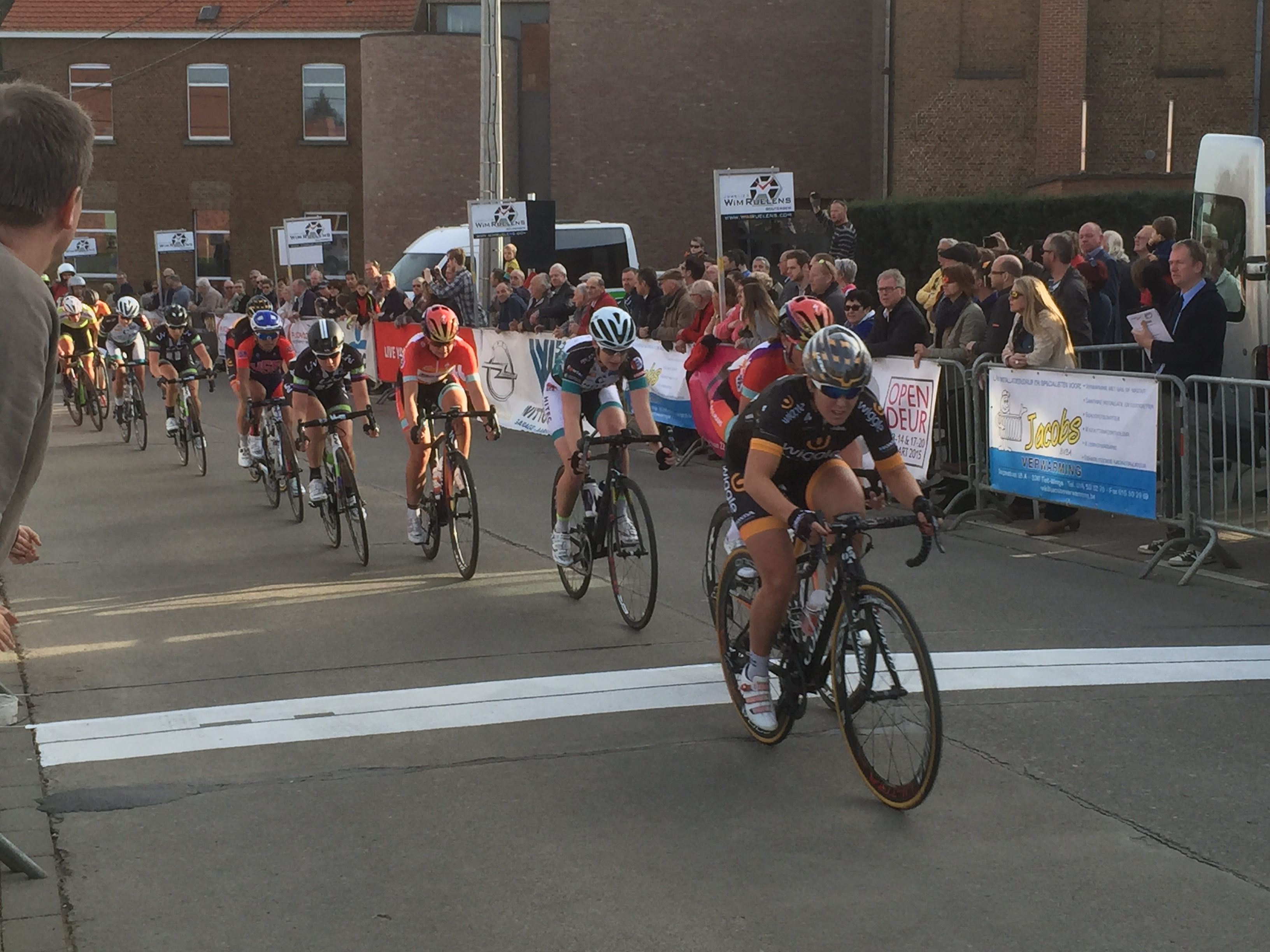
106.7 km: Groupe de onze coureuses sur la ligne d'arrivée partant pour le dernier tour
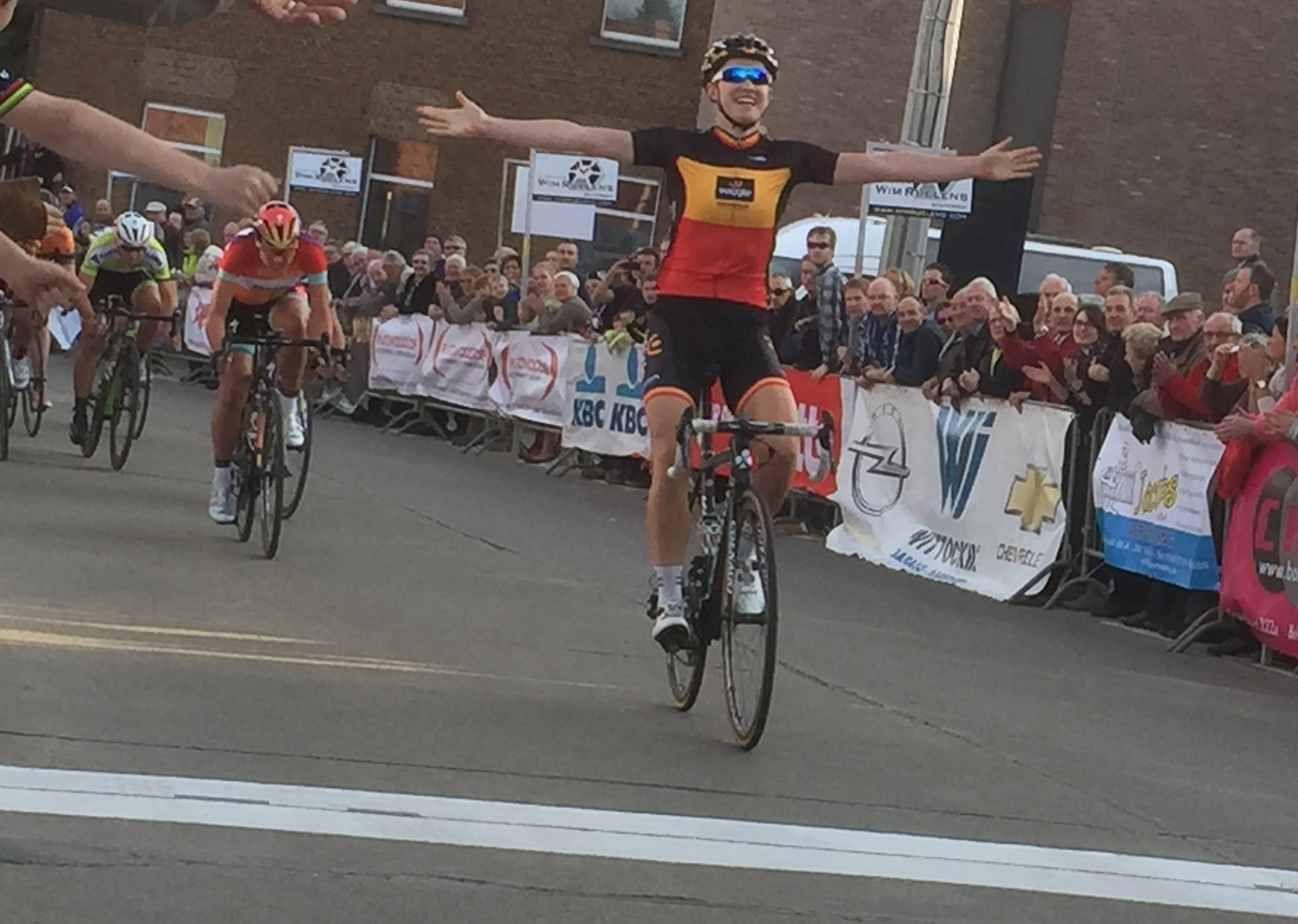
120.1 km: Sprint final, Jolien D'Hoore s'impose devant les onze autres échappées